# Skelört
Skelört (Chelidonium majus) är en flerårig växt och en art i skelörtsläktet inom familjen vallmoväxter.

## Beskrivning
Skelörten blir mellan 25 och 85 cm hög och blommar från maj till augusti, med gula blommor, sittande i flocklika ställningar. Stjälken är upprätt och ihålig, nertill med utstående hår. Mjölksaften är orange och giftig. Bladen är 2- till 3-pariga med en ren grön kal ovansida, medan undersidan är blågrön och glest hårig. Fröna är 1,4 mm stora, äggrunda och sprids av myror.
Den är ganska vanlig och trivs i näringsrik mark. Den kan påträffas på exempelvis gårdar, byar, stenmurar, lövskogshällar, kyrkogårdar och myrstackar. Dess utbredning i Norden sträcker sig till södra Finland, Sverige, små områden i södra Norge och i hela Danmark.
I botaniska böcker från 1800-talet angavs Allmän Kelidon som artens svenska namn, med regionala namnformerna Svalört och Sönnerdönnes.

## Medicinsk användning
Skelörten har en kramplösande verkan på glatt muskulatur, särskilt på gallväggarna, men även i mag-tarmkanalen. Försök med skelört för behandling av migrän har visat sig ge symptomlindring. För utvärtes bruk används den som bot mot vårtor. Använd växtdel är hela växten ovanjord när den är i blom.
Inga kända biverkningar föreligger upp till 5 g enligt Kommission E. Måttlig överdosering kan ge muntorrhet, diarré, illamående och kräkning. Vid kraftigare överdosering kan mag- och tarmkramper, yrsel och medvetanderubbning uppstå.

## Giftinformation
Uppskattningsvis 30 olika alkaloider har isolerats från skelört. De flesta av alkaloiderna är benzofenantridin- och protopinbaser som delvis är kombinerade med chelidonsyra, och deras koncentration i olika delar av växten varierar med säsong och utvecklingsstadium. Alkaloidernas övergripande effekt är lugnande och smärtstillande. De orsakar avslappning av tarmens glatta muskler, bronker, kranskärl och gallvägar, påverkan på hjärtaktiviteten och blodtrycket, sänkning av blodsockernivåerna, irritation i slemhinnan, samt är giftiga för kroppens celler (cytotoxiska)
Några av de alkaloider som finns i skelört är chelidonin, coptisin, sanguinarin, chelerytrin, berberin, protopin och celandin. Flera av alkaloiderna är potentiellt toxiska. De som nämns mest frekvent i litteraturen är chelidonin (en isokinolinalkaloid) och alfa-homochelidonin som båda är kemiskt relaterade till papaverin som återfinns i exempelvis vallmoväxter. Chelidonin påverkar celldelningen (antimitotiskt) men är annars endast svagt toxisk. Coptisin är vanligast i skelörtens delar ovan jord och är giftig för celler (cytotoxisk). Sanguinarin finns särskilt i rötterna. Chelerytrin anses vara den mest effektiva celandinalkaloiden i skelört och tillskrivs flertalet av de toxiska effekterna. Denna alkaloid är starkt lokalirriterande och kan ge mag-tarminflammation (gastroenterit) med kräkningar och häftiga diarréer. Chelerytrin minskar även reflexretbarheten i nerverna och har i stora doser centralt förlamande effekt som speciellt påverkar vasomotorcentrum och andningscentrum. Vissa av dess effekter liknar morfinets men de perifera effekterna dominerar.
https://www.sva.se/amnesomraden/giftiga-vaxter-a-o/skelort/

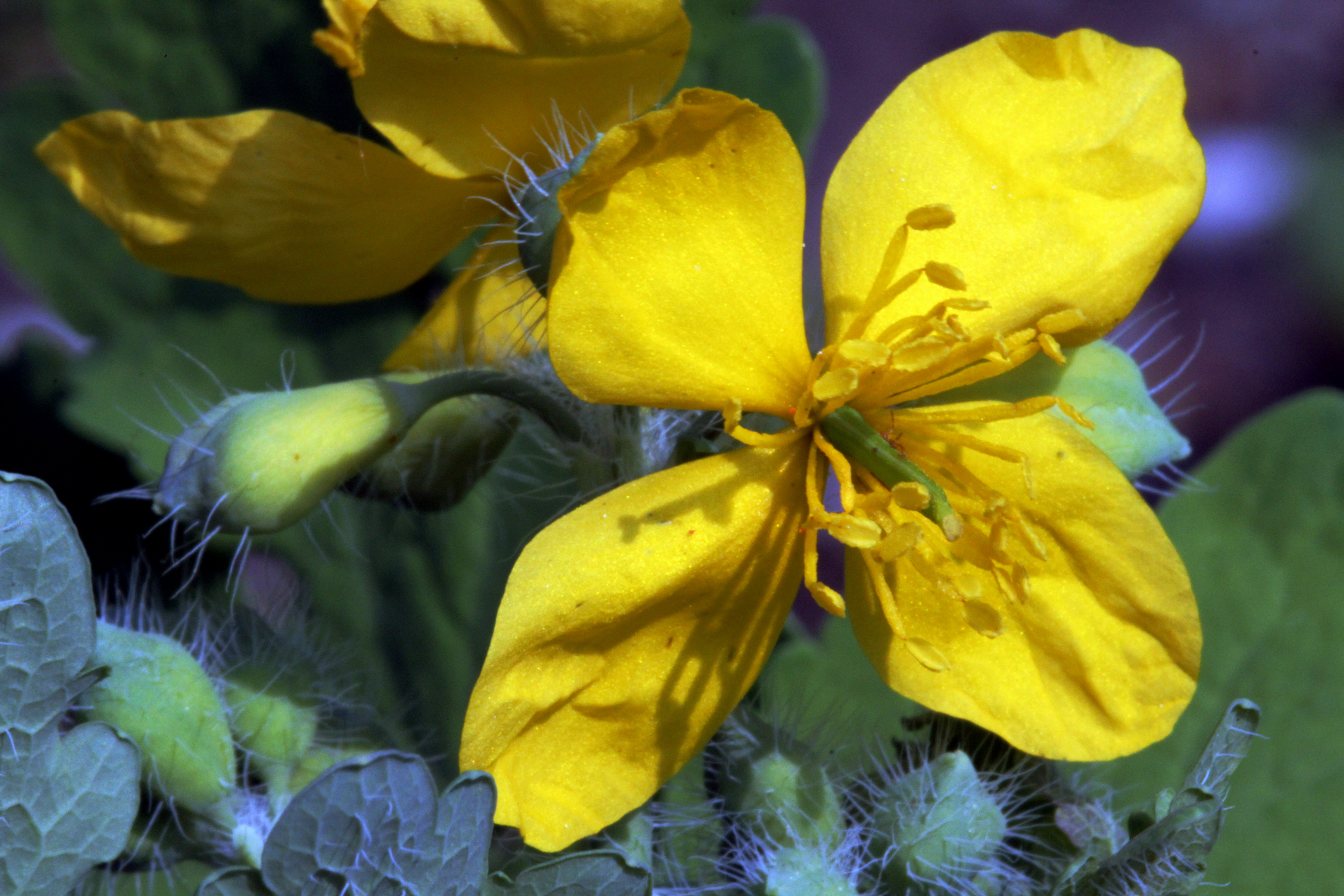
Fyrtalig blomma hos skelört